# Charles Gavan Duffy
Pour les articles homonymes, voir Duffy.
Charles Gavan Duffy est un poète et homme politique irlandais né le 12 avril 1816 à Monaghan dans le comté du même nom (Irlande) et mort le 9 février 1903 à Nice. Après l'échec du mouvement Jeune Irlande, il émigre en Australie et devient premier ministre de l'État de Victoria

## Biographie

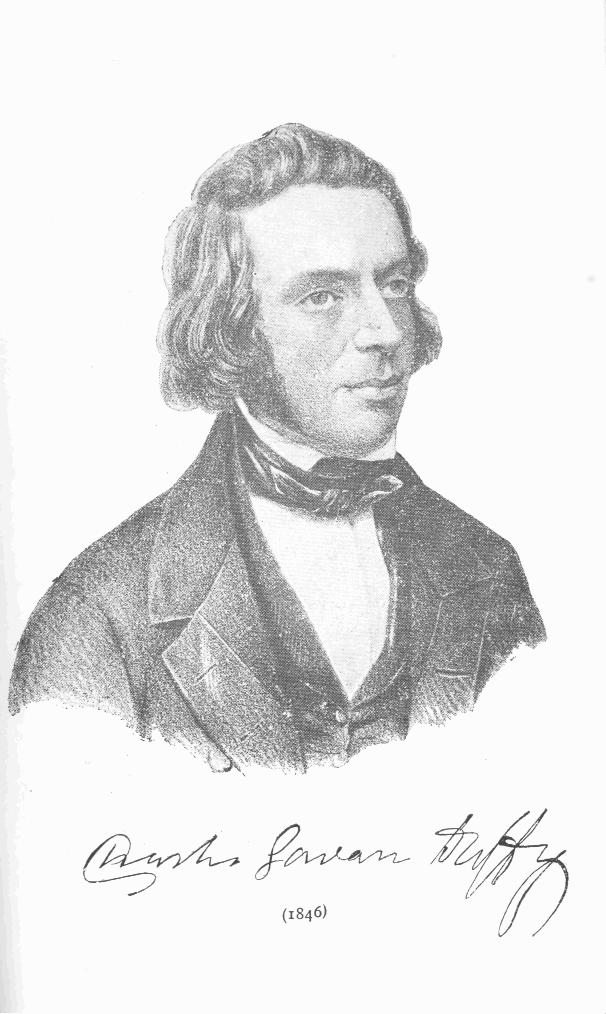

### Jeunesse
Duffy est le fils d'un commerçant catholique. Orphelin très jeune, il est élevé par son oncle et tuteur, curé de la paroisse catholique de Castleblayney. Il étudie à l'université de St Malachy de Belfast et est admis au barreau en 1845.
Avant même son inscription, il s'intéresse dès 1842 avec James Godkin à la question agraire. La même année, il épouse Emily McLaughlin, décédée en 1845. Il se remarie l'année suivante avec Susan Hughes qui lui donne six enfants.
Il devient une figure importante des cercles littéraires irlandais en publiant un recueil de poésie Ballad of Ireland (1843), comportant en partie ses propres poèmes, et différentes œuvres sur la littérature de son pays.

### Jeune Irlande
En 1842, il fonde à Dublin le journal The Nation avec Thomas Davis et John Blake Dillon. Tous trois sont membres de l'Association politique Repeal Association de Daniel O'Connell exigeant le retrait de l'Acte d'Union avec l'Angleterre. Duffy est d'ailleurs brièvement emprisonné avec O'Brien à la suite d'une manifestation organisée à Clontarf dans la banlieue de Dublin.
En août 1850 Duffy fonde une Ligue pour défendre les droits des tenanciers irlandais menacés d'expulsion alors que sévit en Irlande la Grande famine. En 1852 il est élu à la Chambre des communes comme représentant de la ville de New Ross.

### Émigration en Australie
En 1856, désespérant des perspectives d'indépendance pour l'Irlande, il démissionne de la Chambre des communes et émigre avec sa famille en Australie où il s'installe dans la colonie nouvellement formé de Victoria. Sa réputation politique et littéraire est appréciée parmi la communauté irlandaise nombreuse dans de la colonie. Pour les mêmes raisons, il est craint et détesté par beaucoup de protestants anglais et écossais, surtout quand il fait part de son intention de se lancer dans la politique.
Il est immédiatement été élu au Parlement de l'État. L'année suivante la chute du ministère Haines permet à John O'Shanassy de devenir le premier chef de gouvernement d'origine irlandaise de l'État de Victoria. Duffy entre au Cabinet comme commissaire des Travaux publics. Mais ses projets de réforme agraire se heurte à l'opposition du Conseil législatif, la Chambre Haute de l'État.

### Premier Ministre
En 1871, Duffy mène l'opposition contre le premier ministre James McCulloch lorsque le gouvernement est renversé sur la question de l'instauration d'une taxe foncière. Duffy devient à cette occasion le Premier ministre de l'État et exerce cette fonction de juin 1871 à juin 1872.
Le Premier ministre, catholique irlandais est très impopulaire dans la majorité protestante et est accusé de favoriser ses coreligionnaires. Il est renversé sur une motion de défiance et remplacé par le conservateur James Francis. Plus tard, Duffy cède la direction du Parti libéral à Graham Berry. Quand ce dernier devient à son tour Premier ministre en 1877, Duffy assure la présidence de l'Assemblée législative, poste qu'il occupe sans grand enthousiasme jusqu'en 1880.

## Retrait de la vie politique
Il se retire dans le sud de la France en 1880 tout en continuant à s'intéresser à la vie politique de l'Irlande et de son pays d'adoption. Il adhère au Melbourne Celtic Club association sociale et culturelle visant à promouvoir le Home Rule irlandais et la culture irlandaise.
Il est anobli en 1873 et fait chevalier de Ordre de Saint-Michel et Saint-Georges en 1877. Il se marie pour la troisième fois à Paris en 1881, à Louise Hall, et a quatre autres enfants de sa jeune épouse.
Charles Gavan Duffy est mort à Nice en 1903, âgé de 86 ans.

## Descendance
Un de ses fils, John Gavan Duffy, est un homme politique victorien entre 1874 et 1904. Un autre, Frank Gavan Duffy, est juge en chef de la Haute Cour d'Australie de 1931 à 1935.
Un autre fils, le juge George Gavan Duffy (né en 1882), est un homme politique irlandais et plus tard (en 1936) juge à la Haute Cour irlandaise avant d'en devenir son président de 1946 jusqu'à sa mort en 1951. Sa fille, Louise Gavan Duffy, est une éducatrice et femme politique irlandaise.
Son petit-fils, Charles Gavan Duffy Leonard, est juge à la Cour suprême de Victoria, en Australie.

## Œuvres
- Young Ireland: A Fragment of Irish History, 1840-1850 (1880)